# سیاست خارجی دولت پزشکیان
سیاست خارجی ایران به مجموعه سیاست‌های ایران در دوران ریاست جمهوری مسعود پزشکیان می‌پردازد، که شامل نیات پیش از انتخابات و محکومیت‌های او علیه اسرائیل در دوران تصدی‌اش می‌شود. در صد روز نخست، دولت پزشکیان تصمیماتی در مورد ترور اسماعیل هنیه، جنگ اسرائیل و حماس، درگیری اسرائیل و حزب‌الله، و عملیات وعده صادق ۲، و سایر رویدادهای ژئوپلیتیکی اتخاذ کرده است. سیاست خارجی او توسط وزیر امور خارجه، عباس عراقچی هدایت می‌شود.

## پیش‌زمینه
پس از مرگ سید ابراهیم رئیسی در سانحه سقوط بالگرد هنگام بازگشت از باکو، طبق قانون اساسی جمهوری اسلامی ایران انتخابات زودهنگام برگزار شد. در طی مناظرات انتخاباتی، مسعود پزشکیان به عنوان یک نامزد میانه‌رو ظاهر شد که طرفدار نزدیکی با غرب و رفع تحریم‌ها بود. او از سیاست خارجی رئیس‌جمهور سابق حسن روحانی در مورد امضای اولیه برنامه جامع اقدام مشترک (برجام)—که بعداً توسط رئیس‌جمهور وقت ایالات متحده، دونالد ترامپ لغو شد—حمایت کرد و تمایل خود را برای گسترش روابط تجاری ایران در سطح جهانی ابراز کرد. او همچنین قصد خود را برای احیای توافق هسته‌ای با کشورهای ۱+۵ نشان داد.
علاوه بر این، پزشکیان به سیاست «نه شرقی، نه غربی» رهبر پیشین انقلاب، سید روح‌الله خمینی و رهبر کنونی، سید علی خامنه‌ای اشاره کرد. به‌طور خاص، او اظهار داشت:
مشکل اصلی ما در کشور این تفرقه است. وقتی یک دولت سر کار است، FATF با آن مخالفت می‌کند، اما وقتی دولت بعدی روی کار می‌آید، از آن حمایت می‌کند. اگر می‌خواهیم در سطح بین‌المللی پیشرفت کنیم، هر چه ارتباطات بیشتری برقرار کنیم، سطح زندگی ما بهتر خواهد بود. وزارت امور خارجه—یا سیاست خارجی به‌طور کلی—باید انعطاف‌پذیر باشد و گزینه‌های مختلفی را برای مذاکرات و تجارت ارائه دهد. می‌دانید در حال حاضر به دلیل FATF و برجام چقدر ضرر می‌کنیم؟ ما روزانه چند هزار میلیارد ضرر می‌کنیم. برخی از نهادها از تحریم‌ها سود می‌برند. ما سیاست خارجی خود را بر اساس سیاست‌های کلی (پیشنهاد شده توسط رهبر انقلاب اسلامی) عزت، حکمت و مصلحت پیش خواهیم برد.
پزشکیان از سوی ناظران غربی به عنوان یک نامزد میانه‌رو خواستار تغییر تلقی می‌شد، و نامزدی او به عنوان فرصتی برای بهبود روابط ایران و آمریکا و همچنین روابط با غرب گسترده‌تر تلقی می‌شد.

## اسرائیل
در روزی که پزشکیان، سوگند ریاست جمهوری‌اش را یاد کرد، اسماعیل هنیه در تهران ترور شد. چند هفته بعد، ایران عملیات وعده صادق ۲ را آغاز کرد، که به‌طور گسترده به عنوان گامی مهم در حمله به اسرائیل و به عنوان نمایشی از قدرت و توانایی ایران در انجام این کار تلقی شد. در ۱ اکتبر، اسرائیل برای اولین بار به ایران حمله کرد. در حالی که ایران این حملات را کم‌اهمیت جلوه می‌داد، پزشکیان اظهار داشت که ایران حق دفاع از خود را دارد و احتمال حمله متقابل را باز گذاشت.
عراقچی نیز مدعی شد که ایالات متحده مسئول این رویدادهاست و خواستار تشکیل جلسه شورای امنیت سازمان ملل متحد برای محکوم کردن اسرائیل شد. او همچنین افزود که ایران «نشانه‌هایی» از حمله را ساعاتی قبل از وقوع آن دریافت کرده است.

## سفرهای خارجی
پزشکیان پس از تحلیف ریاست‌جمهوری، در راستای اهداف اعلام شده خود مبنی بر کاهش تحریم‌ها و اتخاذ مسیری میانه‌روانه‌تر نسبت به برخی از پیشینیان خود، اولین سفر خارجی خود را به کشور عراق انجام داد. وی همچنین از بنای یادبودی که به قاسم سلیمانی، اختصاص داده شده بود، بازدید کرد. پزشکیان اولین رئیس‌جمهور ایران بود که از منطقه نیمه‌خودمختار اقلیم کردستان عراق بازدید کرد. در جلسه افتتاحیه مجمع عمومی سازمان ملل متحد، او برای سخنرانی در جمع سایر کشورهای عضو به نیویورک سفر کرد. در اوایل اکتبر، او همچنین در مجمع «تعامل زمان‌ها و تمدن‌ها—مبنای صلح و توسعه» در ترکمنستان شرکت کرد، که اولین تعامل او با رئیس‌جمهور روسیه، ولادیمیر پوتین بود.
پزشکیان برای شرکت در شانزدهمین اجلاس سران بریکس که از ۲۲ تا ۲۴ اکتبر ۲۰۲۴ در کازان روسیه برگزار می‌شد، در اولین اجلاس پس از عضویت کامل ایران در بریکس+ شرکت کرد. در آنجا، او تلاش کرد توجه سایر اعضا را به جنگ‌های غزه و لبنان با اسرائیل جلب کند. او همچنین بر نیاز به انسجام در مسائل اقتصادی و مالی در بین کشورهای عضو تأکید کرد. علاوه بر این، پزشکیان دیدارهای دوجانبه‌ای از جمله با ولادیمیر پوتین، رئیس‌جمهور میزبان روسیه، برگزار کرد که وعده یک پیمان دوجانبه در آینده را داد. او همچنین چشم‌انداز روابط نزدیکتر با ارمنستان را مورد بحث قرار داد.

## ارمنستان
ایران یکی از دو کشوری است که مرزهای قابل دسترسی با ارمنستان دارد. پزشکیان سطح ویژه‌ای از روابط با همسایه شمالی را اعلام کرد. عراقچی همچنین حمایت ایران از «تمامیت ارضی» ارمنستان را مورد تأکید مجدد قرار داد، به ویژه پس از جنگ دوم قره‌باغ و در بحبوحه نگرانی‌ها در مورد ساخت احتمالی کریدور زنگزور. این امر پس از افتتاح کنسولگری توسط سلف او در استان سیونیک صورت گرفت.

## تحلیل‌ها
اندیشکده رسانه پیشنهاد کرد که ابتکارات سیاست خارجی پزشکیان شامل اولویت‌بندی روابط منطقه‌ای—مانند روابط ایران و اتحادیه عرب، به ویژه روابط ایران و عربستان سعودی—و همچنین ترویج گفتگو با غرب، حمایت از محور مقاومت در برابر اسرائیل و تقویت روابط با کشورهای پیشرو جهان جنوب مانند روسیه و چین است. وبسایت مون آف آلاباما نیز معتقد است که سیاست خارجی پزشکیان پس از ترور هنیه توسط اسرائیل، که در مراسم تحلیف او شرکت کرده بود، و همچنین ترور سید حسن نصرالله، دچار تغییر شد.